# De-formers
De-formers (scritto anche "Deformers" o "DeFormers") è un videogioco d'azione sviluppato da Ready at Dawn, pubblicato da GameTrust, e distribuito da PlayStation Network, Xbox Live e Steam per PlayStation 4, Xbox One e Microsoft Windows nel 2017.

## Modalità di gioco

Schermata di gioco

Il gioco è dotato di una visuale in terza persona e il giocatore controlla una creatura deforme simile a una palla chiamata "former", capace di rotolare, saltare, sparare e urtare e catturare i nemici.
Lo schermo può dividersi in tante parti quanti sono i giocatori che partecipano alla partita (tra i 2 e i 4 fino a un massimo di 8).
Durante le partite possono comparire dei power-up che conferiscono punti o abilità aggiuntive al giocatore per un certo periodo di tempo; oppure può verificarsi un "disastro" durante il quale la gravità nell'arena si abbassa e i former atterrano più lentamente fino quasi a fluttuare, oppure un mostro può comparire nell'arena e distruggere tutto ciò che tocca.

### Deathmatch e Team Deathmatch
I combattimenti sono divisi in 3 round che durano 2 minuti ciascuno.
Il giocatore ha l'obbiettivo di sparare ai nemici, azzerandone la salute, oppure urtarli per gettarli fuori dall'arena e quindi eliminarli velocemente.
In Deathmatch il giocatore combatte da solo contro altri giocatori a loro volta soli, mentre in Team deathmatch può essere supportato da un massimo di 8 giocatori contro gli avversari (che quindi potranno essere a loro volta supportati da altri compagni di squadra).

### Classi
Prima di iniziare a giocare il giocatore può selezionare una delle classi: "Ranger", "Guardian", "Speedster", "Striker" e "Marksman"; alcune di queste ultime hanno delle proprie peculiarità che le distinguono in battaglia, mentre altre differiscono solo esteticamente.

## Colonna sonora
La colonna sonora, commentata dall'attore e doppiatore statunitense Troy Baker, è stata realizzata dalla squadra di compositori di Ready at Dawn.

## Sviluppo
Il gioco è stato sviluppato presso gli studi di Ready at Dawn (che nel 2015 ha lavorato allo sviluppo di The Order: 1886) negli Stati Uniti d'America. Nel 2016 sono state pubblicate delle demo del progetto.
A maggio 2018 Ready at Dawn ha annunciato che i server di De-formers sarebbero stati chiusi il 9 agosto per via del suo scarso successo.

## Distribuzione
Nel 2016 era stato annunciato che il gioco sarebbe dovuto uscire sul mercato il 17 febbraio 2017, ma l'uscita è stata successivamente posticipata a marzo su Xbox One e ad aprile su Windows e PlayStation 4 perché Ready at Dawn voleva assecondare le richieste dei giocatori che avevano provato le demo. Una versione beta del gioco è stata invece resa disponibile dal 1º al 4 aprile 2017 su Steam.
Il gioco è stato pubblicato tra il 24 marzo e il 21 aprile 2017 da GameTrust Games: divisione aziendale di GameStop che si occupa della pubblicazione di titoli.

## Accoglienza
| Testata                          | Versione | Giudizio |
| -------------------------------- | -------- | -------- |
| Metacritic (media al 12-10-2020) | PS4      | 60/100   |
| Metacritic (media al 12-10-2020) | XOne     | 49/100   |
| Metacritic (media al 12-10-2020) | Windows  | 63/100   |
| Game Informer                    | PS4      | 7/10     |
| Multiplayer.it                   | PS4      | 7/10     |
| IGN (ESP)                        | PS4      | 5.8/10   |

Il gioco è stato accolto con valutazioni generalmente medio-basse dalla critica specializzata e in maniera mediocre dai revisori.
La rivista "Game Informer" ha trovato che De-formers "ha alcuni aspetti difficili da sopportare, ma nessuno di questi è un motivo sufficiente per evitare completamente il gioco" e che nonostante "non abbia offerte multiplayer forti" al centro del gioco "c'è una forte esperienza multiplayer con un ottimo mix di semplici basi e potenziale per i momenti che definiscono i giochi multigiocatore"; il sito web italiano "Multiplayer.it" ha definito De-formers come "un'occasione mancata", affermando che "graficamente e musicalmente è di qualità altissima ed è anche divertente da giocare", ma aggiungendo che "le sue poche modalità di gioco, la mancanza assoluta di un tutorial, della possibilità di allenarsi contro l'intelligenza artificiale o in locale con un amico, il prezzo alto e gli acquisti in-game impediscono al titolo di decollare" e che la pubblicazione del titolo è stata "affrettata"; l'edizione spagnola di IGN ha criticato principalmente la scarsa qualità dei server del gioco e l'eccessiva lunghezza dei caricamenti che ne consegue, ma lodandone "la sua bellezza e il suo divertente design artistico".

### Premio
| Data             | Premio                          | Categoria      | Risultato | Fonte  |
| ---------------- | ------------------------------- | -------------- | --------- | ------ |
| 17 novembre 2017 | Hollywood Music in Media Awards | Original score | vinto     | [ 22 ] |